# Бурж (округ)
Бурж (фр. Bourges) — округ (фр. Arrondissement) во Франции, один из округов в регионе Центр (регион Франции). Департамент округа — Шер. Супрефектура — Бурж.
Население округа на 2006 год составляло 175 163 человек. Плотность населения составляет 63 чел./км². Площадь округа составляет всего 2798 км².